# Ausdauernder Lein

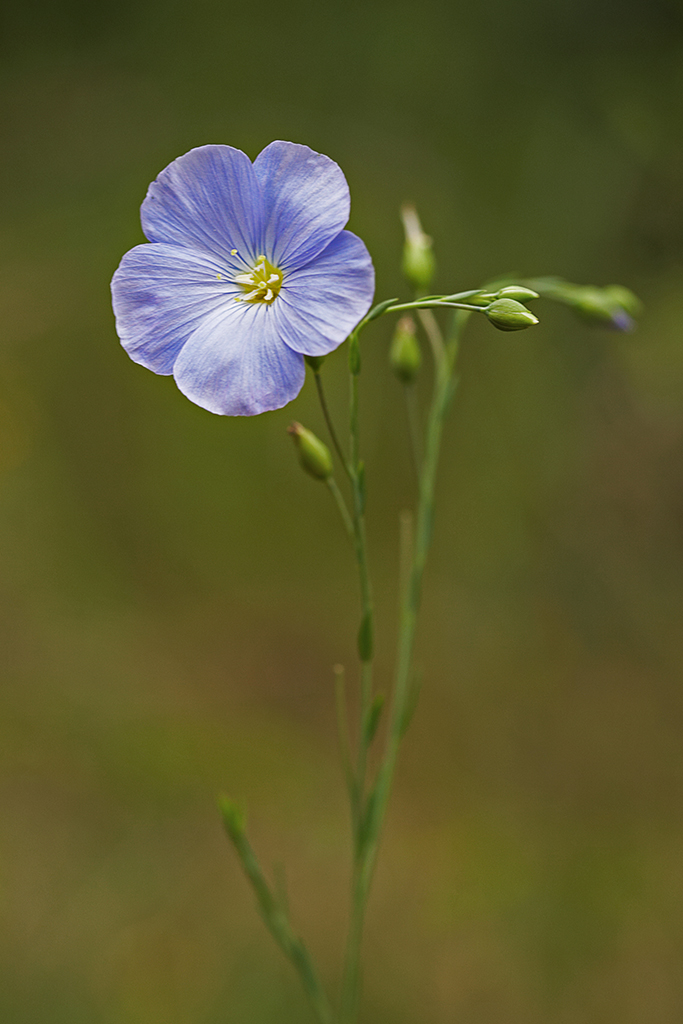
Blüte

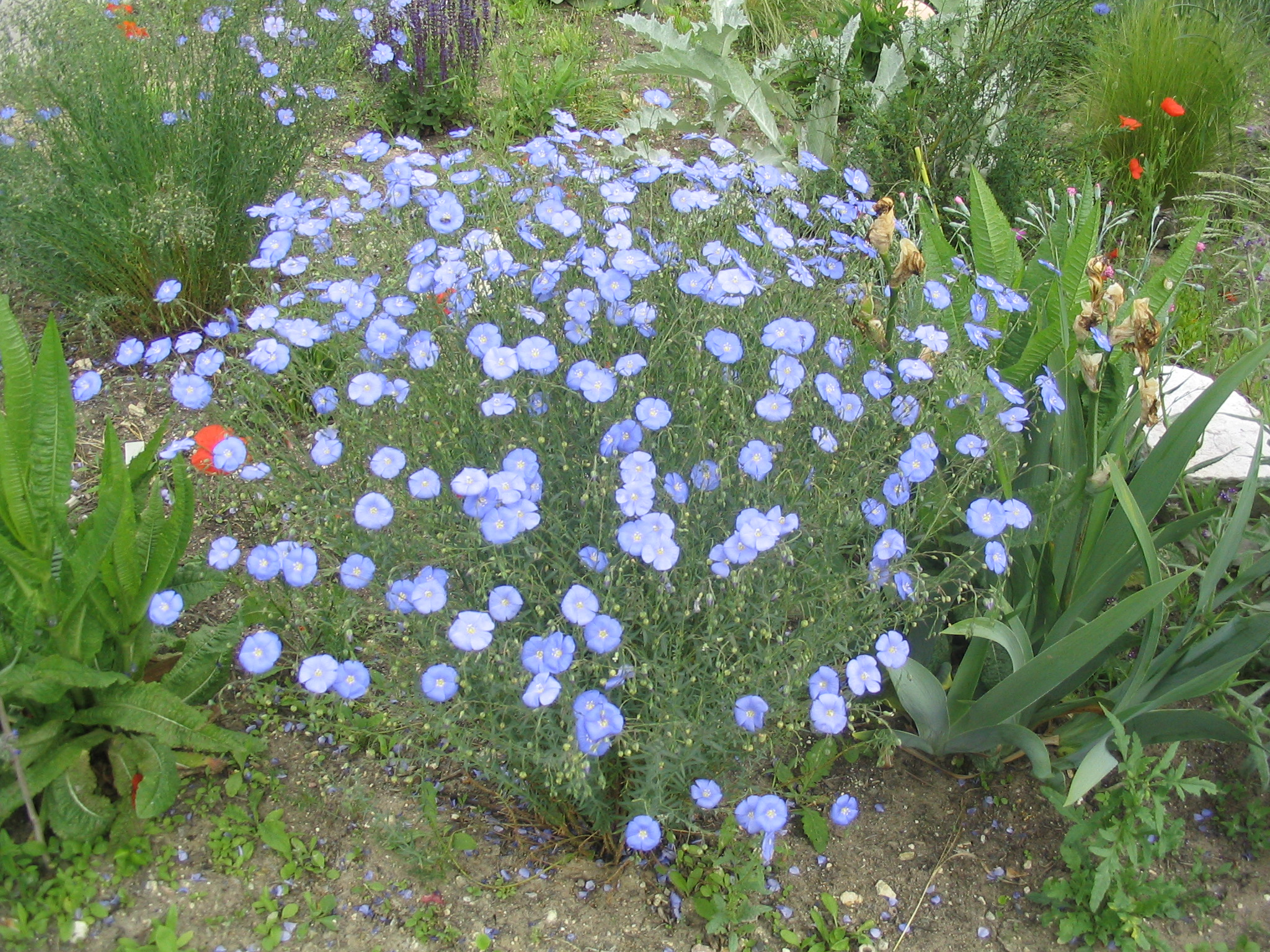
Ausdauernder Lein als Gartenpflanze

Der Ausdauernde Lein, auch Stauden-Lein (Linum perenne), ist eine in Mitteleuropa sehr seltene Pflanzenart aus der Gattung Lein (Linum).

## Beschreibung
Der Ausdauernde Lein ist eine ausdauernde, krautige Pflanze. Er erreicht Wuchshöhen von (20) 30 bis 60 (100) Zentimeter. Der Stängel hat einen bogigen Grund, ansonsten ist er aufrecht. Die mittleren Stängelblätter sind ein bis 2,5 Millimeter breit und ein- bis dreinervig. Der Blattrand ist durch kleine Zähnchen rau.
Der Blütenstand hat meist mehr als zehn Blüten. Die inneren Kelchblätter sind 3,5 bis fünf Millimeter lang und sind stumpf mit einer winzigen Stachelspitze. Sie überragen die äußeren Kelchblätter um (0,1) 0,3 bis 0,6 (1,1) Millimeter. Die inneren haben einen breiten Hautrand und sind insgesamt breiter als die äußeren. Die hellblauen Kronblätter sind 15 bis 20 Millimeter lang und neun bis zwölf Millimeter breit. Die Staubblätter sind rund 4,5 Millimeter lang, kahl und meist blau überlaufen. Die Griffel sind rund sechs Millimeter lang. Blütezeit ist Juni und Juli, gelegentlich blüht die Art auch im Oktober. Die Bestäubung erfolgt durch Insekten oder Selbstbestäubung.
Die Fruchtstiele stehen bei der Reife schräg aufrecht. Die Kapsel ist sechs bis sieben Millimeter lang und von eiförmig-kugeliger Gestalt. Die Samen sind eilänglich, vier Millimeter lang und von brauner Farbe.
Die Chromosomenzahl beträgt 2n = 18.

## Verbreitung und Gefährdung
Der Ausdauernde Lein ist in Europa und im westlichen Sibirien beheimatet. In Deutschland ist sie extrem selten und vom Aussterben bedroht, das größte Vorkommen der Art in Deutschland befindet sich nahe Darmstadt. Er steht auf Stufe 1 der Roten Liste gefährdeter Arten und ist laut BArtSchV streng geschützt. In Österreich ist er ebenfalls vom Aussterben bedroht und kommt nur in Niederösterreich (Nibelungengau, vielleicht noch Wachau) vor, in Oberösterreich ist er bereits ausgestorben. In der Schweiz ist die Art nicht heimisch. Europaweit ist die Art nicht gefährdet.
Die Standorte sind Trockenrasen und Kiefernwälder auf trockenen, humosen Sand- und Steinböden, auch über Löss. Die Art ist auf die colline Höhenstufe beschränkt. Er ist in Mitteleuropa eine Charakterart des Verbands Cirsio-Brachypodion.

## Systematik
Früher wurde die Art Linum perenne weiter gefasst. Die früheren Unterarten werden heute als eigene Arten geführt: Linum alpinum und Linum ockendonii. Die frühere Unterart Linum perenne subsp. perenne bildet jetzt alleine die Art Linum perenne.
Nach Euro+Med kann man 2 Unterarten unterscheiden:
- Linum perenne subsp. perenne
- Linum perenne subsp. anglicum (Mill.) Ockendon (Syn.: Linum anglicum Mill.): Sie kommt nur in Großbritannien vor.[6]

## Verwendung
Aus dem Ausdauernden Lein wurde früher eine raue, grobe Faser gewonnen, die wie das Leinen aus dem Gemeinen Lein (Linum usitatissimum) verwendet wurde.
Ausdauernder Lein wird auch als Gartenstaude in Heide- oder Steingärten angepflanzt.